# Kanton Wiltz
Koordinaten: 49° 57′ N, 5° 56′ O

Der Kanton Wiltz (de/fr), auf Luxemburgisch Wolz, liegt im Nordwesten des Großherzogtums Luxemburg. Er grenzt im Norden an den Kanton Clerf, im Südosten an den Kanton Diekirch, im Süden an den Kanton Redingen und im Westen an Belgien.
Bis zur Abschaffung der luxemburgischen Distrikte am 3. Oktober 2015 gehörte der Kanton zum Distrikt Diekirch.

## Verwaltungsgliederung
Der Kanton Wiltz umfasst sieben Gemeinden (Einwohnerzahlen vom 1. Januar 2023).
1. Bauschleiden (1499)
2. Esch-Sauer (3129), am 1. Januar 2012 gebildet aus
  - Esch-Sauer,
  - Heiderscheid und
  - Neunhausen
3. Goesdorf (1664)
4. Kiischpelt (1260)
5. Stauseegemeinde (2253)
6. Wiltz (7949), am 1. Januar 2015 gebildet aus
  - Eschweiler und
  - Wiltz
7. Winseler (1455)